# Pindos (L65)
«Піндос» (L65) (англ. RHS Pindos (L 65), грец. ΒΠ Πίνδος (L65) — військовий корабель, ескортний міноносець типу «Хант» «III» підтипу Королівських військово-морських сил Греції за часів Другої світової війни.
«Піндос» був закладений 3 квітня 1941 року на верфі компанії Swan Hunter, Тайн-енд-Вір. 27 червня 1942 року увійшов до складу Королівських ВМС Греції.